# 土成町高尾
土成町高尾（どなりちょうたかお）は、徳島県阿波市の大字。2010年10月1日現在の人口は699人、世帯数は205世帯。郵便番号は〒771-1509。

## 地理
阿波市の東部に位置。東は板野郡上板町、南は吉野町西条、西と北は土成町宮川内に接している。
南部を宮川内谷川が南東に流れ、中央部を高尾谷川、東端近くを安楽寺谷川、西端を佐古谷川が南に流れ宮川内谷川に注ぐ。北部山中に深谷池・西谷池がある。

### 河川
- 宮川内谷川
- 安楽寺谷川
- 高尾谷川
- 佐古谷川

### 小字
| - 大井 - 熊の庄 - けやき原 - 佐古 | - 筒井 - 西内 - 西谷 - はざま | - 尾林 - 深谷 - 法教田 - 南原 | - 向山 - 休場 - 山王子 - 林坊 |  |

## 歴史
- 2005年（平成17年）4月1日 - 板野郡土成町が吉野町・阿波郡市場町・阿波町と合併して阿波市となり、住所表記は「板野郡土成町高尾」から「阿波市高尾」となる。
- 2007年（平成19年）1月1日 - 住所表記に「土成町」が復活し、現在の表記となる。

## 施設
- 十楽寺 - 四国八十八箇所霊場第七番札所
- 山皇子神社
- 熊野神社

## 交通

### 道路
都道府県道
- 徳島県道139号船戸切幡上板線
- 徳島県道235号宮川内牛島停車場線